# Jean Léturgie
Jean Léturgie (Caen, 24 de desembre de 1947) és un guionista francès de còmics.

## Biografia
Després d'haver estat durant un temps secretari de Serge Reggiani, va començar com a cap de premsa d'edicions Glénat, col·laborant amb la revista Schtroumpf (que després esdevindrà Les Cahiers de la bande bande Dessin) per a la qual va realitzar nombroses entrevistes i dossiers.

### Els anys deLucky Luke(dècada de 1980)
Va començar a escriure còmics l'any 1981 fent equip amb Xavier Fauche. Junts, van dissenyar el guió del volum 50 de la sèrie d'èxit Lucky Luke, titulada Sarah Bernhardt. El creador i dibuixant Morris, satisfet amb el resultat, els encarregarà altres guions: signaran sis àlbums, publicats entre 1984 i 1994.
A més, Morris accepta dues idees dels seus joves guionistes: el 1987, van crear la sèrie derivada Rantanplan. Aquesta està dibuixada per Michel Janvier mentre Fauche i Léturgie s'encarreguen dels guions. Llavors, el 1995, va aparèixer un volum nº 64 lleugerament separat de la sèrie Lucky Luke, Kid Lucky que parla de la joventut de l'heroi. Aquesta vegada, Morris atura el segon àlbum, Oklahoma Jim (volum 68), que apareix confidencialment el 1997. Tots dos àlbums seran fins i tot extrets de la sèrie oficial. Léturgie deixarà llavors tota col·laboració amb el mestre.
El 1995 va aparèixer el volum 9 de Rantanplan i el 1996 Le Klondike, el setè i últim àlbum de Lucky Luke amb guió de Léturgie, aquesta vegada en associació amb Yann.
Paral·lelament a aquesta participació en el patrimoni de la historieta francobelga, Jean Léturgie va crear l'any 1982 amb el dibuixant Philippe Luguy la sèrie de fantasia heroica per a joves, Percevan. Fins al 2017, Dargaud en publica 15 àlbums.

### La confirmació Eigrutel (1990)
A principis dels anys 90, Jean Léturgie va cofundar les edicions Dessis amb Laurent Vicomte, i especialment el segell Eigrutel amb el seu fill, Simon Léturgie. Aquesta llibertat editorial li va permetre estrenar el 1996 un one-shot dibuixat per Franck Isard, Bob Steel, així com, en format italià, una sèrie càustica dibuixada per Simon Léturgie, John Eigrutel. Després d'aquesta prova, el duet pare-fill va crear Polstar, una sèrie d'acció violenta, més que mai influenciada pels còmics de culte dels anys 80, Les Innommables.
Paral·lelament a la producció de tres volums de Polstar estrenats entre 1996 i 1999, els Léturgie van produir Tekika, una tira còmica centrada en un vaquer (dos volums amb Eigrutel, el 1997 i el 1998). Després, l'any 1999, van crear la sèrie d'acció paròdica Spoon &amp; White, aquesta vegada publicada per una important editorial, Dupuis, a la seva col·lecció per a adults, Humour Libre. Fins al 2002 es publiquen quatre volums.
També l'any 1999, Léturgie reutilitza idees no explotades per a Kid Lucky llançant la sèrie western Cotton Kid amb l'editorial Vents d'Ouest, dibuixada per Didier Conrad, el creador de Les Innommables. S'han publicat sis àlbums fins al 2003.

### A Vents d'Ouest (anys 2000)
Els anys 2002-2003 van marcar una transició: els Léturgie conclouen Tekila amb un tercer i últim volum, després intenten rellançar Polstar amb un volum 4, que romandrà sense continuació. Després van traslladar Spoon &amp; White a l'editorial Vents d'Ouest, que va publicar els volums del 5 al 8, del 2003 al 2010.
L'any 2004, encara a Vents d'Ouest, pare i fill es van unir amb Richard Di Martino per crear la sèrie d'aventures fantàstica Outretombe per a joves. Entre el 2004 i el 2006 es publicaran tres volums. Paral·lelament, van publicar l'àlbum comico-trash Space Cake, que no va tenir seguiment. A continuació, Jean Léturgie signa els guions dels dos primers volums de la sèrie antològica Commedia, creada per Simon Léturgie, que revisi els clàssics de Molière en còmics.
El 2010, pare i fill van posar Spoon & White en suspens per reunir-se al voltant d'un nou projecte, Gastoon. Aquesta sèrie derivada encarregada per Marsu Productions per rejovenir la marca Sergi Grapes està coescrita per Yann. Dos àlbums es van publicar el 2011 i el 2012.

## Publicacions
- Percevan amb Philippe Luguy i Xavier Fauche

1. Les trois étoiles d'Ingaar (1982)
2. Le tombeau des glaces (1983)
3. L'épée de Ganael (1984)
4. Le pays d'Aslor (1985)
5. Le sablier d'el Jerada (1986)
6. Les clés de feu (1988)
7. Les seigneurs de l'enfer (1992)
8. La table d'Emeraude (1995)
9. L'arcantane noire (1996)
10. Le maître des étoiles (1998)
11. Les sceaux de l'apocalypse (2001)
12. Le septième sceau (2004)
13. Les terres sans retour (2010)
14. Les marches d'Eliandysses (2011)
15. Le huitième royaume, (2013)

Les ombres de Malicorne (2005), trilogia del cicle d'Ainock, conté els àlbums 6, 7 i 8.
- Lucky Luke amb Morris i Xavier Fauche
  - Sarah Bernhardt (1982)
  - The Daily Star (1984)
  - Le Ranch maudit (1986)
  - Le Pony Express (1988)
  - L'Amnésie des Dalton (1991)
  - Les Dalton à la noce (1993)
  - Le pont sur le Mississipi (1994)
  - Le Klondike (coguionista amb Yann) (1996)

- Cédric Lebihan, amb Xavier Fauche i Marie-Christine Demeure, Glénat

1. Anticyclone sur les Açores, 1983

- Rantanplan amb Morris, Xavier Fauche, Michel Janvier i Vittorio Léonardo

1. La Mascotte (1987)
2. Le Parrain (1988)
3. Rantanplan Otage (1992)
4. Le Clown (1993)
5. Bêtisier 1 (1993)
6. Bêtisier 2 (1993)

Recueil de gags 1 (1993)
Recueil de gags 2 (1993)
7. Le Fugitif (1994)
9. Le Messager (1995)
- Kid Lucky amb Morris, Pearce i Yann

1. Kid Lucky (1995)
2. Oklahoma Jim (1998)

- Polstar amb Simon Léturgie

1. Le mérou (1996)
2. Le Monkey (1998)
3. L'empire (1999)
4. La meute (2002)

- Bob Steel amb Franck Isard

1. L'œil du requin (1996)

1. Le contrat Polstar, 1996

1. Le contrat Bob Steel, 1996

- Tekila, amb Simon Léturgie, John Eigrutel Productions, 3 vol., 1997-2006.[1]

1. Au nom de la loi et de Monsieur Pinkerton (1999)
2. Charivari dans les Bayous (2000)
3. Z comme Sorro (2000)
4. La piste de Chisholm (2001)
5. La 7e femme de Géronimo (2002)
6. Le Coyote noir (2003)

1. Requiem pour dingos (1999)
2. À gore et à cris (2000)
3. Niaq micmac (2001)
4. Spoonfinger (2002)
5. Funky Junky (2003)
6. XXL (2005)
7. Manhattan Kaputt (2007)
8. Neverland (2010)

- Space Cake

1. Comique trip (2004)[2]

- Outretombe, amb Richard Di Martino

1. Maman est revenue (2004)
2. Loup y es-tu ? (2005)
3. Trois petits tours et puis s'en vont (2006)

- Commedia, adaptació de Molière amb Simon Léturgie

1. Les Précieuses Ridicules, 2005
2. La farce du cuvier, 2005

- L'ours des Carpates, amb Richard Di Martino, Dupuis, 2009

- Gastoon amb Simon Léturgie i Yann, Marsu Productions

1. Gaffe au neveu ! (2011)
2. Des vertes et des pas mûres (2012)

## Filmografia
- 1982, 1983 i 1984: coguionista dels 72 episodis de Fraggle Rock de Jim Henson
- 1990: Tifou d'André Franquin i Raymond Burlet (guió)
- 2004: Fallait pas l'inviter, esquetxs per a Michel Muller
- 2012 : Laurent Vicomte, Entretemps d' Avril Tembouret (testimoniatge)